# Charles Hubert Boulby Blount
Charles Hubert Boulby Blount, né le 26 octobre 1893 à Kamptee (aujourd'hui Kamthi dans l'État de Maharashtra en Inde) et mort le 23 octobre 1940, est un joueur anglais de cricket et militaire.

## Biographie
Charles Blount naît le 26 octobre 1893 à Kamptee (aujourd'hui Kamthi dans l'État de Maharashtra en Inde). Son père est le major Charles Hubert Blount, qui a servi dans la 20e batterie de la Royal Field Artillery (en) et qui est mort de dysenterie à Wynberg, dans la colonie du Cap, pendant la Seconde guerre des Boers. Sa mère est Mary Elizabeth Bell.